# دومینیک گاردر
دومینیک گاردر (انگلیسی: Dominique Gardères؛ زادهٔ ۲۲ اکتبر ۱۸۵۶) سوارکار اهل فرانسه است.